# Palazzina Mancioli II
La palazzina Mancioli II è un edificio di Roma a uso civile realizzato tra il 1959 e il 1960 da Mario Ridolfi e Wolfgang Frankl.

## Storia
Ultimo lavoro romano di edilizia civile di Mario Ridolfi, costituisce il completamento del progetto di edificazione, da parte del costruttore Tito Mancioli, di un'area nel quartiere Appio-Latino che comprendeva anche una palazzina ubicata nella poco distante via Lusitania e realizzata dalla stessa coppia d'architetti.
Si tratta di uno dei vari manufatti di quel periodo che testimoniano l'estensione delle competenze architetturali e dei relativi processi costruttivi anche all'edilizia di massa e che, per quanto riguarda Ridolfi, avrebbero costituito la base per la realizzazione di analoghe soluzioni abitative in provincia.
Dal punto di vista realizzativo il tema non era complicato: l'unico vincolo era lo sfruttamento massimo del lotto, di forma trapezoidale con ingresso a piano stradale.
La palazzina presenta sei piani fuori terra, con tre abitazioni per ciascun piano dal primo al quarto e due a piano terra e attico, per un totale di 16 appartamenti.
A dare luce al vano scale una chiostrina centrale con un lucernario sul tetto: tale soluzione permise agli architetti di posizionare le scale all'interno dell'edificio e di redistribuire gli appartamenti lungo le pareti, senza interruzioni.
Le stanze d'angolo presentano muri esterni smussati e non a spigolo vivo; essendo i quattro lati di dimensioni diverse tra loro, non esistono angoli retti tra le facciate e la soluzione individuata da Ridolfi, secondo Rossi, è quella di «torri angolari», messe in risalto anche dalle balconature che coprono tutti gli angoli della palazzina.
La copertura di facciata è realizzata in piastrelle di cotto per esterni e cemento a vista.